# Wojciech Adamczyk (réalisateur)
Pour l’article homonyme, voir Wojciech Adamczyk.
Wojciech Adamczyk est un acteur, professeur d'art théâtral, metteur en scène de théâtre et réalisateur de télévision polonais, né le 4 juillet 1959 à Szczecin.

## Biographie
En 1982, il est diplômé de la faculté d'art dramatique et, en 1987, de la faculté de mise en scène de l'Académie de théâtre Alexandre-Zelwerowicz.
De 1982 à 1986, il est acteur au Théâtre populaire de Varsovie.
De 1986 à 1990, il est metteur en scène au théâtre Jerzy Szaniawski (pl) de Płock et au théâtre Polski (pl) de Wrocław.
De 1990 à 1993, il met en scène dans des théâtres en Pologne et à l'étranger, il est également réalisateur pour la télévision polonaise.
Depuis 1993, il est chargé de cours à la faculté de mise en scène de l'Académie de théâtre Alexandre-Zelwerowicz.
Depuis 2004, il est metteur en scène au théâtre Ateneum de Varsovie.
En 2019, il devient membre du Conseil d'Excellence Scientifique polonais (pl) pour le premier mandat.
Il est membre de l'Association des cinéastes polonais (pl), de l'Association des artistes de scène polonais (pl), ainsi que de l'Association Mensa Pologne.

## Crédit d'auteurs
- (pl) Cet article est partiellement ou en totalité issu de l’article de Wikipédia en polonais intitulé « Wojciech Adamczyk » (voir la liste des auteurs).